# 光岡・ビュート
ビュート（Viewt、美遊人）は、光岡自動車が既存の新車および認定中古車をベースに改造・販売するクラシックカー風の乗用車。初代~3代目までは日産・マーチをベースに、4代目はトヨタ・ヤリスをベースに前後の外装をイギリス車のジャガー・Mk2をモチーフとしたデザインに変更している。
現行モデルとなる4代目（ビュート ストーリー）はヤリスの完成車両をトヨタ自動車東日本岩手工場から輸送した後、ボディの内外装を分解し、手作業でカスタマイズする方法が採られている。
3代目以前のモデルで最も多く生産された車体形状（ボディタイプ）は後部にトランクを有するノッチバックセダンであった。その車体はトランク内部は元の荷室と延長した部分に段差が生じており、収納のしやすさにはやや難がある。また、初代モデルのうちFRPボディの時期の車両は、延長部分に重量制限がある（注意表示あり）。

## 歴史

### 初代（1993年 - 2002年）
ベースは2代目マーチ。「1000cc」と「1300cc」が設定され、内装はオプションで木目パネルによる加飾と革張りシートなどが用意されていた。駆動方式はフロントエンジン・前輪駆動（FF）のみである。
ボディタイプは4ドア / 2ドアセダン、3ドア / 5ドアハッチバック、2ドアコンバーチブル / ロードスターの6種類。グレードは最初期のベースグレード、ベーシック、デラックスの3種類。また、上記の独自オプション仕様のほか、長寿だったベース車両のマイナーチェンジに合わせて多くの仕様違い、カラーバリエーションが存在する。

#### 年表
- 1993年1月 - 初代ビュート販売開始。ベース車に準じて運転席のみSRSエアバッグを装備していた。トランスミッションは1000cc、1300ccともに5速MTが選べた。オートマチックは1000ccが4速AT、1300ccがCVT。
- 1997年 - マーチ・カブリオレの発売に伴い、「ビュート・コンバーチブル」を追加。同時に3ドア / 5ドアハッチバックも発売された。
- 1998年4月 - ベース車のマイナーチェンジを受け、運転席・助手席デュアルSRSエアバッグとABSを装備。内装の変更にも対応し、オプションの木目パネルを大型に変更。グレードがベーシック（1000ccのみ）、デラックス（1000cc / 1300cc）の2種類になった。トランスミッションは5速MT、4速ATのほか、1300ccのみCVTが選択できた。
- 2001年1月 - 1300ccのCVT車をグレード廃止。
- 2001年11月 - 「ファイナルモデル限定車10thアニバーサリー」追加設定。生産順の限定ナンバリングプレートが添付されていたのが特徴。最終モデルの2003年5月までラインアップされていた。トランスミッションは1000cc、1300cc共に4速ATのみ。ベース車のエンジン変更に伴い、1300cc車の排気量が1274ccから1348ccに変更。
- 2002年11月 - 特別限定車「高級レザー仕様」を追加設定。
- 2003年5月 - 新車の2代目マーチベースのビュートの販売を終了した。製造は前年に終了した。以後は程度の良いK11型マーチの中古車をベースに「メイクアップビュート」として光岡認定中古車扱いで販売。
- 2013年12月 - 認定中古車の販売終了。

### 2代目（2005年 - 2010年）
ベースは3代目マーチの5ドアで、ボディタイプは4ドアセダンのみ。グレードは2008年現在1200ccの12ST / 12LX、1500ccの15LX、4WDの1400cc・14LX 4WDの4種類。ミッションは1200ccが5速MT / 4速AT、1500ccがエクストロニックCVT、1400ccが4速ATの設定となっている。
初代と異なり、ルーフのパネルを独自製作し、ハンドメイドで取り付けているのが特徴。これにより初代に比べてCピラー以降の後端部分のラインがより自然な仕上がりとなっている。一見同じに見える前後部分のデザインは若干リファインされており、テールランプが4連式にされている。
ボディカラーは標準8種類で、メーカーオプションで「カラー30」を選択することで全部で30種類のボディーカラーを指定可能である。内装は初代と比較してシンプルで、ベース車両のマーチとほとんど変わらない。メーカーオプションでダークレッド、クリーム、グローブブラウンの3種類の本革パッケージと、ディーラーオプションでウッドタイプインパネが用意されている。

#### 年表
- 2005年9月 - 2代目ビュート販売開始。グレードは「1200」と「1500」、e-4WDの「1400 4WD」の3種類。当初は全グレードがオートマチックトランスミッションのみの設定（1200/14004WDが4速AT、1500がCVT）だった。
- 2006年12月 - ビュート誕生15周年を記念して、各バリエーション毎に「15周年記念特別仕様車」を追加設定。カラーバリエーションにブラックメタリックを新設定した。シートとドアトリムに赤色の高級本革を使用し外装各所にはメッキパーツを施して上質感を高めたモデル。
- 2008年3月 - グレード名の変更と追加。1200ccタイプにベーシックグレード「12ST」を追加設定。同時に1200ccタイプで5速マニュアルトランスミッションを選択可能になった。
- 2008年12月 - 保安基準が改定され、「外装の技術基準」でバンパーのオーバーライダーとリヤコンビランプが突起物に該当し、2009年式以降のベース車両で生産が不可能となるため生産終了を発表した。この時は具体的な生産終了時期は明らかにされていなかった。
- 2009年1月15日 - ビュートの販売を2009年12月で打ち切ると発表した。ビュートファイナルモデルとして、専用のグリルバッジなどを採用した限定20台[1]の特別仕様車を16日から発売。同社が展開している認定中古車制度では、比較的状態の良いマーチ・12SRの中古車を用い、「ビュート・12SR」や3ドアの後半を大幅に改造してピックアップ化した「ビュート・トラック仕様」が製作・販売された。2009年3月30日から2013年12月までは同様の手法でハッチバックの中古車をベースにビュート顔にモデファイした「キュート」が販売された。
- 2009年10月14日 - マイナーチェンジ。2009年1月の外装の技術基準の改定による生産停止を惜しむ声が多かったことから、前後バンパーをオーバーライダーのないタイプに変更し、リヤコンビランプにカバーを装着した上で保安基準に適合させ、販売を再開した。同時に、「特定改造自動車のエネルギー消費効率相当値の算定実施要領」の制定によりエコカー減税とエコカー購入補助金の適用が可能となった。
- 2010年6月3日 - 特別仕様車「ビュートヴィンテージ」を4日から発売した。ベース車のK12型が生産終了するために最後のモデルとなる。クリーミーホワイトのボディカラー、専用のグリルバッヂとリアエンブレム、Cピラーのオーナメントがエクステリアの特徴。インテリアも、専用デザインの本革シートやダッシュボードエンブレムなどの特別装備が与えられる。20台の限定。
- 2010年時期不明 - 生産終了。認定中古車を販売開始。
- 2011年4月 - 認定中古車に特別装備を施した「ビュートさくら」を発表。

### 3代目（2012年 - 2023年）
2012年5月23日に発表して24日から販売を開始した。全車ともにエンジンはベース車同様にHR12DEで、エクストロニックCVTを組み合わせる。グレードはFFの「12ST」「12STプレミアム」「12DX」「12LX」、4WDの「12DX 4WD」「12LX 4WD」の計6種で、「12DX」「12LX」にはベース車同様にアイドリングストップ機構が備わる。4色のカラーはすべてビュート専用設定色となり、オプションで「ウッドタイプインパネ」や「本皮革シート」「クラシックドアパネル」など、個性を引き出すアイテムを豊富に用意する。3代目は外装の技術基準に適合したバンパー上のオーバーライダーが復活している。

#### 年表
- 2012年5月23日 - 発表。販売開始。
- 2012年10月24日 - 特別仕様車「オッターヴァ」発表、発売。TBS運営のクラシックラジオ局と共同で制作し、番組名「OTTAVA」を冠した。標準車のドレスアップモデルで、オーディオをパイオニアの高級オーディオ「carrozzeriaX」を採用し、専用アンプなどを装備した。オーディオインストールはカーオーディオプロショップ「CB FACTORY」が担当した。エクステリア面では、Cピラーに専用エンブレムがあり、リアにはトランクフードバッヂ、フロントに京セラが開発した人工宝石「京都オパール」を使用したフロントグリルバッヂがある。タイヤは専用タイヤにアルミホイールを装備する。インテリアはウッドタイプインパネとアナログ時計を採用し、本革張りのセンターコンソールセットとクラシックドアトリムやステアリングとラゲッジスペースを装備。本革シートや、専用カラーの木目調パネルのウッドタイプパーセルボードを装備する。標準車でメーカーオプションのリアカーテンを標準装備する。ビュートオッターヴァ専用のキャリアバッグやキーケース、メガネケース、ペンケースなども提供する。ボディカラーはマーブルホワイトのみ、車両本体価格は585万円から、前輪駆動のみ、アイドリングストップ機構も搭載する。
- 2013年1月11日 - 発売20周年を記念した特別仕様車「20th Anniversary」を発表、発売。全グレードに設定され、オプションで人気が高い専用刺繍入り本革シート、ウッドパネルインパネ、クラシックドアトリムを標準装備し、更に専用のグリルバッジ、Cピラーエンブレム、トランクエンブレムステッカーが装備される。外装は専用の4色が用意され、インテリアカラーもダークレッドに加え新色のクリームが設定される。
- 2013年3月28日 - 特別仕様車「SAKURA」を発表して3月30日に発売した。「明るく新たな息吹き」をテーマとし、春を感じさせるダークレッドとパステルピンクパイピングの専用刺繍入り本革シートや、専用グリルバッヂ、専用リヤドアエンブレムなどを特別装備している。ピンクの専用ボディカラーも特別設定し、高級感を増している。
- 2013年4月17日 - 特別仕様車「探偵はBARにいる」を発表して4月20日に発売した。。「12DX」をベースとした、『探偵はBARにいる2 ススキノ大交差点』とのタイアップモデルで、同名映画で「高田号」として使われる初代ビュート同様の深緑のボディカラーをはじめ、フロントフェンダー・Cピラー・トランク（トランクは映画ロゴ）に専用グリルバッヂや専用ステッカー、ウッドタイプインパネ、クラシックドアトリムなどを特別装備したいわば映画の雰囲気仕様である。
- 2014年12月3日 - 特別仕様車「Viewt Twilight（ビュート トワイライト）」を15台限定で12月5日から発売すると発表。「12ST」をベースに、ハリスツイードをシート、ドアトリム、インパネ（ロアパネル）、ルーフトリムに採用したモデル。それ以外に、ウッドタイプインパネ、ドアトリム、ルーフトリムも専用の物になり、ボディカラーも専用のトワイライト オレンジ (M) のみの設定。インナードアハンドルとドアハンドルはメッキに、専用グリルバッヂと専用Cピラーエンブレムも装着される。
- 2015年1月27日 - 1200ccモデルに「12STプレミアム」を追加し1月30日に発売[3]。
- 2015年7月16日 - 5ドアハッチバックの「Viewtなでしこ」発表して7月18日に発売[4]した。フロント部分をセダンと共用するものの、リヤの主要部分をベース車の流用としたことで、価格を大幅に抑えている。FFのみの設定で、4WDは用意されない。
- 2015年8月21日 - 特別仕様車「Viewt TOYAMA」を参考出展。伝統工芸井波彫刻とタイアップして、メインパネルに欄間、室内には五箇山和紙を施した特別仕様車を発表した。
- 2015年12月17日 - 特別仕様車「VIEWT Rouge」発表して12月18日に発売[5]した。12DXをベースに、深紅の「ルージュレッド」をボディカラーに採用し、専用のボンネット／トランクエンブレム、イントレチャート調のウッドタイプインパネ、クラシックドアトリム、イントレチャート調レザーシート（合皮）、クラシックセンターコンソール、フラワーポッドを装備した。15台の限定。
- 2016年2月19日 - 特別仕様車「Viewt gold premium（ビュート ゴールドプレミアム）」を15台限定で発売[6]。「12STプレミアム」をベースに、一台あたり0.5グラムの金沢箔をグリルバッヂ、内装のウッドタイプインパネ及び後部座席後方のリヤウッドパーセルボードに使用した。外装色にはゴールドパールを採用し、内装にはアイボリーホワイトを基調に、ドアノブやシート座面部分にはスエード調を採用、ステアリング左右のパネルに金色のデコレーションストライプと「gold premium」のロゴを配置した。同日注文分よりなでしこを含む通常仕様は材料や生産コスト、生産台数再考の都合から約8%の値上げとなった[7]。
- 2017年2月24日 - 特別仕様車「VIEWT FRENCH MACARON」（ビュート フレンチマカロン）」を期間限定で発売[8]。2017年2月24日から5月31日までの限定発売で、「12ST」をベースにマカロンをモチーフにした専用カラー4色を設定し、専用グリルバッヂ、エンブレム（Cピラー、トランクフード、選んだカラーと同系統のインパネ）、カラードスチールホイール、専用刺繍入り合皮シートを特別装備として追加し、専用ドアトリムをオプション設定した。
- 2017年6月21日 - 特別仕様車「Viewt MODAN」を発表。12月25日までの限定発売で、3色の専用ボディカラーを設定し、専用デザインのグリバッヂ、エンブレム、ドアトリム、インパネ、本革巻きステアリング、本革シートを装備した特別仕様車。同時に特別仕様車「Ryugi MODAN」も発表した。
- 2018年1月18日 - 特別仕様車「My Viewt 25th Anniversary」を発表。ビュート誕生25周年を記念した特別仕様車。全62色のボディカラーを設定し、25パターンの内装バリエーションを追加している。
- 2018年8月31日 - 特別仕様車「ビュートなでしこ フレンチマカロン」を発売[9]。2019年3月31日までの限定販売で、セダンに設定していた特別仕様車「フレンチマカロン」をなでしこに設定したもの。ピンク・ブルー・グリーン・イエローの4色から選べる専用ボディカラー、フロントシート側に「FRENCH MACARON」の刺繍をあしらった合皮レザーシート、ボディカラーと同色の専用インパネ、専用グリルバッヂ、Cピラー・リヤ・インパネ部の専用エンブレム、専用ドアトリムに加えてカラードホイールを特別装備した。
- 2020年10月22日 - なでしこを含めて一部仕様向上。同年7月に先行的に一部仕様向上が実施されたベース車のK13型マーチに準じたもので、インテリジェント エマージェンシーブレーキ、および踏み間違い衝突防止アシスト、ハイビームアシスト、LDW（車線逸脱警報）といった安全強化装備が全車に標準装備された。ボディカラーは特別塗装色のオレンジ系が変更となり、「サンライトオレンジメタリック」に替わって新色の「プレミアムホライズンオレンジパールメタリック」が設定された。
- 2022年11月末（補足） - ベース車両となる日本仕様車のタイ日産製4代目マーチが輸入終了。以後、新車ベースの在庫車両の製造がなくなり次第、順次認定中古車ベースでの製造・販売となる。
- 2023年8月31日 - セダン、ハッチバック（なでしこ）共に新車としての販売を終了。尤も、今後の光岡のセダン型乗用車としての需要は既存のリューギEXがその役目を果たすこととなる。これまで販売されたモデルは「メイクアップ・ビュート」として、手作業で製造される。

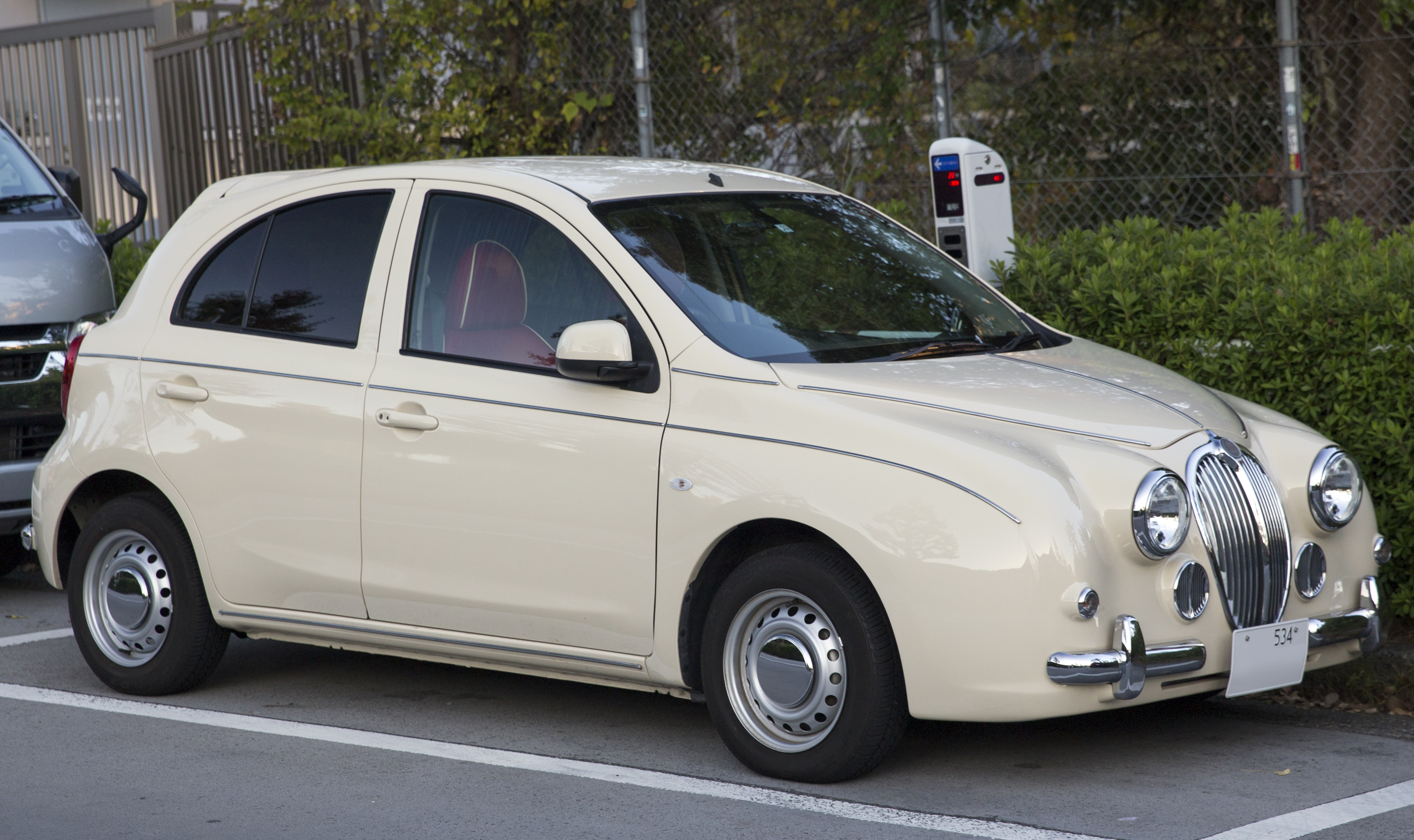
ビュートなでしこ
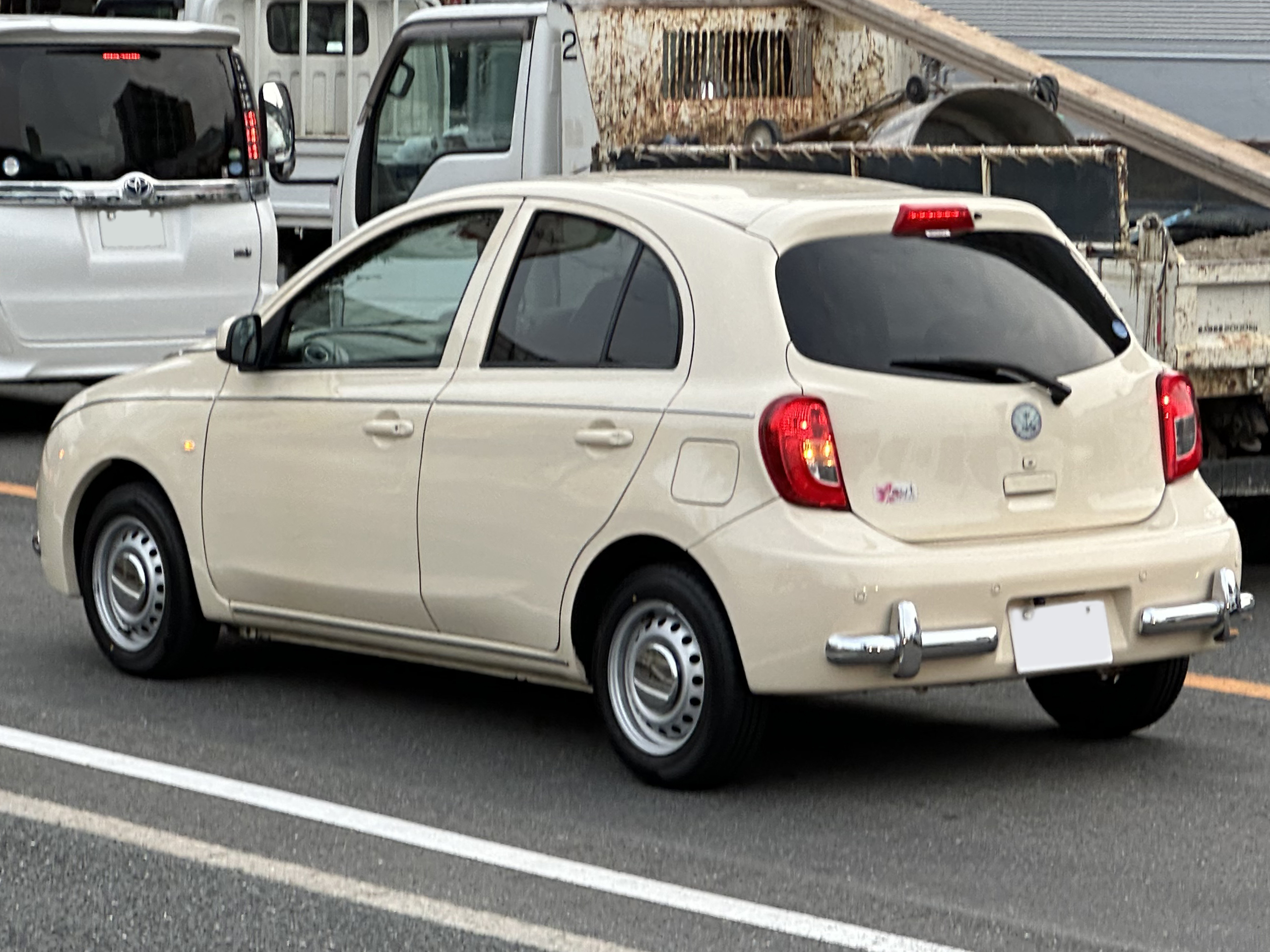
ビュートなでしこ リア

### 4代目（2023年 - ）

#### 年表
- 2023年9月21日公式発表（同年2月17日プレ発表）、同年9月22日に発売開始[10]。これまでベース車両であったマーチのモデル廃止に伴い、ベース車両がトヨタ・ヤリス（4代目）に変更された。また、この代よりこれまでビュートの伝統であったノッチバックセダンモデルが国内のみならず、中国を除く国外市場のほとんどで需要縮小を理由に廃止され、以前の『キュート』や『ビュートなでしこ』のようなハッチバックモデルの『ビュート ストーリー』に統一された。
- 2024年2月1日- 外装カラーの一部変更のほか、先進安全装置の機能拡大、「マルチインフォメーションディスプレイ」の大型化、「スマートエントリー&スタートシステム」の全車標準装備化などの機能拡大が図られた。(ベース車であるトヨタ・ヤリスの2024年1月17日の一部改良に準じた改良)

## 車名の由来
車名は「美しく・遊ぶ・人=美・遊・人」（び・ゆう・と）および英単語の「view」（風景）から、ビュートなでしこの「なでしこ」は、日本人女性の美称である「大和撫子」から付けられている。ストーリー（Story）は英語で物語を意味する。